# Vertrag von Sankt Petersburg (1723)
Der Vertrag von Sankt Petersburg wurde am 23. September 1723 zwischen Russland und Persien unter der Safawiden-Dynastie geschlossen. Er beendete den Russisch-Persischen Krieg (1722–1723) und führte zu umfangreichen Gebietsabtretungen Persiens an Russland.
Dem Vertragsschluss war ein weitgehend fehlgeschlagener Angriff Russlands im Südkaukasus vorangegangen. Der Plan von Zar Peter dem Großen war, dass russische Truppen mit ihrer neu gebauten Kaspischen Flotte an der Kaspischen Küste landen und von dort ins Landesinnere ziehen sollten. Dort sollte der georgische König Wachtang VI. mit 30.000 Georgiern und 10.000 Armeniern zu den Russen stoßen, um gemeinsam gegen Daud Khan vorzugehen, der die Stadt Şamaxı im Jahre 1721 geplündert hatte. Zahlreiche Schwierigkeiten der russischen Truppen führten jedoch zu deren Rückzug nach Astrachan, lediglich einige Garnisonen blieben auf dem Territorium der heutigen Republik Aserbaidschan bestehen.
Im Spätherbst 1722 besetzten russische Truppen die Stadt Rascht, angeblich um sie zu beschützen. Im Februar 1723 weigerte sich der russische Kommandeur, die Truppen abzuziehen. Aus der folgenden Belagerung brachen die russischen Truppen Ende März 1723 aus, was mehr als 1000 persischen Soldaten das Leben kostete. Schah Tahmasp II. wurde auf diese Art zu Verhandlungen gezwungen.
Sein Botschafter Ismail Beg musste im September 1723 den erniedrigenden Vertrag von Sankt Petersburg unterschreiben. Er sah vor, dass Russland dem Schah fortan freundschaftlich verbunden sein und ihm bei Bekämpfung von Rebellen behilflich sein würde. Der Zar würde dem Schah den ruhevollen Thronbesitz zugestehen. Im Gegenzug verpflichtete sich der Schah, Russland die Städte Derbent und Baku und die dazugehörigen Regionen (heutige Republik Aserbaidschan), des Weiteren die Provinzen Gilan, Schirwan, Māzandarān und Astarabad (heutiger Nordiran) abzutreten. Diese Territorien sollten die russischen Truppen unterhalten, so dass dem Schah für die russische Unterstützung keine Kosten entstehen würden.
Der Vertrag wurde von Prinz Boris Meschtscherski nach Isfahan gebracht. Als er im April 1724 durch Persien reiste, wurde er von den persischen Einwohnern, die über das russische Vorgehen Bescheid wussten, bedroht. Der Schah empfing den russischen Botschafter zwar mit dem üblichen Zeremoniell, verweigerte aber die Ratifizierung des Abkommens. Dem Schah war bewusst, dass die russischen Truppen in der kaspischen Region zu schwach waren, um ihm zu helfen, und eventuell wusste er auch von Verhandlungen zwischen Russland und dem Osmanischen Reich (diese führten zum 1724 abgeschlossenen Vertrag von Konstantinopel). Der Zar verzichtete darauf, den Schah durch Drohungen zur Ratifizierung des Abkommens zu bewegen, denn er fürchtete, dass der Schah ihn um Erfüllung des Vertrages und um Beistand gegen die Türken bitten würde, deren Truppen bereits in den Westen Persiens und in den Südkaukasus eingedrungen waren. Gegenüber dem Osmanischen Reich verteidigte Russland in der Folge sogar die Legitimität der Herrschaft von Tahmasp II.
Nach dem Tod von Peter dem Großen begann Russland, sich aus Persien und dem Südkaukasus zurückzuziehen. Der Krieg und die Besetzung der kaspischen Gebiete waren teuer, während sich die wirtschaftlichen Vorteile schlechter entwickelten als erhofft. Im Jahre 1729 wurde ein Vertrag zwischen Aschraf Khan und den Russen unterschrieben, der den Vertrag von Sankt Petersburg bekräftigte und einen Gebietstausch vorsah. Dieser Vertrag trat jedoch nie in Kraft, weil die Herrschaft der Afghanen über Persien in sich zusammenbrach.
Im Jahre 1730 erschien ein Gesandter von Tahmasp II. in Moskau, der vorschlug, dass Russland Beistand gegen die Afghanen leisten sollte, während Tahmasp nun bereit wäre, den Vertrag von Sankt Petersburg zu ratifizieren. Der Gesandte betonte auch, dass Russland die besetzten persischen Gebiete räumen sollte, wenn es nicht bereit ist, dem Schah im Kampf gegen die Afghanen zu helfen. Die russische Kaiserin Anna Iwanowna genehmigte die Empfehlung ihres Außenministeriums, mit Persien Frieden zu schließen, selbst wenn dafür die erworbenen kaspischen Provinzen aufgegeben werden müssten.
Die russischen Diplomaten, die die Verhandlungen an Tahmasps Hof führten, bezeichneten die dortigen Zustände als „schlimm, erschreckend und verkommen“. Trotz einer neuerlichen Niederlage Persiens gegen die Türken bei Jerewan schloss man Frieden, vor allem, weil man ein Nachgeben Tahmasps gegenüber den türkischen Forderungen oder gar eine Allianz gegen Russland fürchtete. Der Vertrag von Rascht vom 1. Februar 1732 legte fest, dass die Gebiete südlich der Kura in persischen Besitz übergehen und dass die Provinzen nördlich davon an Persien zurückgegeben werden, wenn der Schah alle Invasoren aus seinem Reich vertrieben hätte.